# Dejan Savićević
Dejan Savićević (Titogrado, atual Podgorica, 15 de setembro de 1966) é um ex-futebolista e treinador de futebol montenegrino, considerado o maior nome desse esporte em Montenegro, bem como um dos maiores jogadores da antiga Iugoslávia: era visto como um dos líderes da geração local que florescia na década de 1990 antes de seus membros se separarem por diferentes novos países.
Foi apelidado de Il Genio ao unir talento e temperamento forte, Savićević foi considerado o segundo melhor jogador europeu em 1991 na premiação da Bola de Ouro da France Football, no ano em que foi grande figura do título simbólico do  Estrela Vermelha na Liga dos Campeões de 1990–91 em pleno contexto da Guerra Civil Iugoslava. Na sequência, tornou-se figura histórica no Milan, mesmo que nunca propriamente se firmasse de modo estável na equipe italiana, frequentemente desobedecendo ordens táticas.
Foi como milanista, contudo, que protagonizou uma das maiores exibições individuais em uma final de Liga dos Campeões da UEFA, sendo o comandante na decisão 1993–94 de uma goleada de 4–0 sobre o Barcelona, ao gestar três dos quatro gols sobre o chamado Dream Team de Romário e do treinador Johan Cruijff: Savićević forneceu assistência ao primeiro gol, marcou o terceiro (considerado também um dos mais bonitos de alguma final do torneio, ao encobrir o goleiro) e acertou a trave em lance cujo rebote se converteu no quarto gol. Essa partida em Atenas foi vista como "fim de uma era" no lado derrotado.
Considerado entre os dez maiores jogadores que o futebol italiano importou do Leste Europeu, disputou a Copa do Mundo FIFA em 1990 e em 1998 como um dos três únicos que representaram em ambas, respectivamente, a Iugoslávia antes e depois do início da dissolução dela. Após parar de jogar e de treinar, tornou-se em 2004 o presidente da Associação de Futebol de Montenegro, ainda antes da separação servo-montenegrina, tendo o ex-jogador se portado justamente como entusiasta de independência local. Seguia presidindo a Associação quando ela foi aceita como novo membro da FIFA, já em 2007.

## Carreira clubística

### Iugoslávia
Savićević desenvolveu seu talento inicialmente no futebol de salão do então OFK Titogrado, atual Mladost Podgorica. Rumou ao Budućnost ainda adolescente, mas já capaz de angariar reconhecimento. Defendeu-o até a temporada de 1987–88, interrompendo então a carreira por cerca de um ano para cumprir serviço militar.
Em janeiro de 1989, já estava acertado com a equipe do exército, o Estrela Vermelha, e já se postulava como um dos jovens mais promissores do futebol europeu; o rival Partizan teria inclusive manobrado para retardar em seis meses a estreia de Savićević pelo novo clube.
O Estrela vinha se convertendo em uma verdadeira seleção pela qualidade e por abrigar jogadores de diferentes etnias iugoslavas. E esteve próximo de eliminar na Liga dos Campeões de 1988–89 o futuro campeão Milan, que não pudera vencer dentro de San Siro o jogo de ida (1–1): na volta no em Belgrado, Savićević abriu o placar aos cinco minutos do segundo tempo de um jogo que soava favorável aos iugoslavos, diante também da expulsão do adversário Pietro Paolo Virdis.
Porém, o duelo no Marakana precisou ser suspenso por neblina, aos 20 minutos do segundo tempo. O próprio fenômeno climático não permitira ver-se com nitidez o gol de Savićević. Por força do regulamento, a partida foi reiniciada em outro dia com o escore zerado, e com o Milan podendo reutilizar onze jogadores, desde que sem Virdis. Na nova partida, Savićević chegou a fornecer assistência para Dragan Stojković (em golaço) em partida que também terminou empatada em 1–1, forçando pênaltis. O montenegrino viria a ter sua cobrança defendida.
Campeão iugoslavo de 1989–90 por antecipação, o Estrela avançou fase a fase na Liga dos Campeões de 1990–91 enquanto a própria Iugoslávia iniciava uma dissolução cada vez mais violenta. Na campanha, Savićević sobressaiu-se em especial por um dos gols de triunfo de 2–1 dentro de Munique sobre o favorito Bayern, nas semifinais. A decisão não foi um jogo especialmente vistoso, nem mesmo de Savićević, mas o título pôde ser obtido diante do Olympique de Marselha.
Ele também venceu o Mundial Interclubes de 1991, embora como figura negativa ao ser expulso ainda no primeiro tempo do duelo com o Colo-Colo. Ainda com Savićević, o Estrela veio a ser tricampeão seguido no campeonato iugoslavo ao fim da temporada 1991–92, já marcada pela retirada de clubes da Croácia e da Eslovênia: o agravamento das diferentes guerras civis também desmanchasse a equipe campeã de tudo um ano antes e se desdobrasse no banimento do próprio clube em disputar a Liga dos Campeões da UEFA até 1995.

### Milan
Savićević chegou a ter especulada sua contratação pela Juventus como substituto de Roberto Baggio, que, sob fase criticada, parecia de saída da equipe de Turim. Mas terminou contratado pelo Milan por uma quantia entre as maiores do mundo na época. Porem, ele inicialmente não agradou o treinador Fabio Capello, sem aparentar empenho no esquema tático no qual o treinador exigia que mesmo jogadores talentosos do setor ofensivo desempenhassem também papeis na marcação ao adversário. Em um contexto anterior à Lei Bosman, cada clube poderia utilizar na Serie A somente três não-italianos simultaneamente, com o francês Jean-Pierre Papin permanecendo como primeira opção a uma das vagas eventualmente abertas entre o consolidado trio de neerlandeses Ruud Gullit, Frank Rijkaard e Marco van Basten. Sem aclimatar-se, Savićević passou a primeira temporada como quinto nessa hierarquia, vindo a disputar somente quatorze partidas nos torneios de 1992–93.
O clube pudera ser campeão italiano de 1992–93, com a principal contribuição de Savićević ocorrendo com dois gols em duelo com a Fiorentina. Porém, o iugoslavo não chegara sequer a entrar no banco de reservas na final da Liga dos Campeões da UEFA de 1992–93. O Olympique terminou vencedor, mas escândalos de suborno dele no campeonato francês fizeram com que o Mundial Interclubes de 1993 visse o Milan substitui-lo para o duelo com o São Paulo. Savićević, novamente, não jogou, mesmo que para a temporada 1993–94 o trio neerlandês já não ofereceesse concorrência.
Enquanto Rijkaard e Gullit rumaram a outros clubes, Van Basten retirara-se para tratamento de sues lesões, sem ainda supor que precisaria parar de jogar. Foi a partir de acidente automobilístico quase fatal do promissor Gianluigi Lentini que Capello viu-se forçado a apostar no montenegrino para a reta final dos torneios em que o time ainda disputava. Savićević, que não havia marcado nenhum gol no campeonato italiano de 1993–94, então viu o treinador reconsiderar pragmaticamente as próprias táticas, desenhando esquema no qual os demais jogadores do Milan trabalhassem mais para permitir que o iugoslavo jogasse à vontade. Sua titularidade na Liga dos Campeões da UEFA de 1993–94 começou nas semifinais.
Na decisão, esperava-se um jogo equilibrado contra o Barcelona ou mesmo uma partida defensivista do Milan, com o Dream Team do time espanhol credenciado pelo seu inédito tetracampeonato seguido em La Liga dias antes. Savićević, inicialmente, sofreu falta cuja cobrança teria se resultado no primeiro gol italiano se não fosse anulado por impedimento, aos 8 minutos. Aos 22 minutos, então, o placar efetivamente foi aberto: em arrancada, Savićević desviou-se do marcador, deixado no chão, entrou na área espanhola e, mesmo pressionado por Pep Guardiola, cruzou. Habilitou assim Daniele Massaro, que recebeu com liberdade para marcar 1–0.
No restante do primeiro tempo, o Barça aparentava mais perigo, em jogadas com Romário e Hristo Stoichkov, mas o Milan conseguiu um segundo gol nos instantes finais. Na jogada, Savićević foi importante ao atrair a marcação conjunta de três adversários, enquanto Roberto Donadoni conseguia cruzar para novo gol de Massaro. Logo aos 2 minutos do segundo tempo, então, Savićević marcou seu próprio gol. Além de tornar extremamente difícil a pretensão adversária em desfazer a desvantagem, a conclusão do lance foi especialmente bonita: encobriu o goleiro Andoni Zubizarreta, aproveitando-se rapidamente de falha inesperada do adversário Miguel Ángel Nadal, bem como da posição adiantada de Zubizarreta.
Pelo decorrer da etapa final, Savićević também gerou ao menos três cartões amarelos de adversários cada vez mais emocionalmente descontrolados: do próprio Nadal aos 9, de Sergi aos 10 e de Albert Ferrer aos 13. Eventualmente, o Milan marcou com Marcel Desailly o quarto gol, a partir de rebote de outra conclusão de Savićević, que ainda perderia duas outras conclusões com potenciais de quinto gol. Ele também destacou-se na Supercopa Europeia de 1994, com assistência ao segundo gol do triunfo sobre o Arsenal.
O Milan de Savićević chegou em 1994 a acumular 58 partidas seguidas de invencibilidade em jogos do campeonato italiano. Contudo, pelo segundo semestre de 1994 a equipe não manteve o mesmo fôlego e terminou derrotada com relativa facilidade pelo Vélez Sarsfield no Mundial Interclubes de 1994, sendo de Savićević a única jogada milanista que teria causado algum temor nos argentinos.
A equipe italiana recuperou-se no primeiro semestre de 1995. Savićević teve desempenho destacado nas semifinais da Liga dos Campeões da UEFA de 1994–95, contra o Paris Saint-Germain, participando da jogada do único gol em Paris e marcando os dois gols do duelo em Milão sobre a equipe que havia eliminado o Barcelona. Contudo, não pôde atuar na decisão nela e os rossoneri terminaram derrotados pelo Ajax.
Para a temporada 1995–96, formou-se o Dream Milan, com Savićević recebendo as companhias de George Weah e Roberto Baggio. O elenco rendeu o quarto título italiano em cinco temporadas para a equipe - inclusive, com gols de Savićević e Baggio na partida que assegurou com duas rodadas de antecipação o scudetto. Foi a última grande temporada do montenegrino pelo clube.
Embora fosse especulado em 1997 no Real Madrid, Savićević permaneceu no Milan até 1998, marcando ainda em janeiro seu último gol pelo Milan, embora em ocasião histórica - goleada de 5–0 em dérbi de Milão, pelas quartas-de-final da Copa da Itália.

### Final
Recontratado pelo Estrela Vermelha, Savićević não repetiu o mesmo êxito de outrora, embora tenha sido campeão em 1999 da Copa da Iugoslávia. Estendeu a carreira por mais dois anos, no Rapid Viena, já sem títulos, embora ainda demonstrasse qualidade: sua convocação à Eurocopa 2000 chegava a ser esperada. Ele parou definitivamente de jogar em 2001.

## Seleção

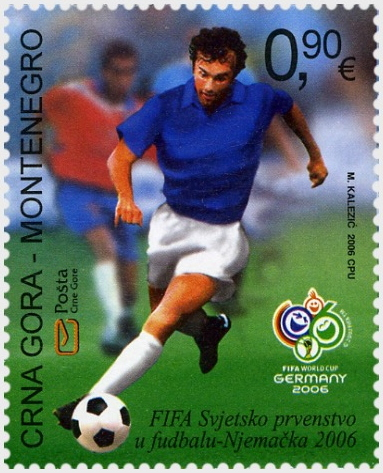
Em selo montenegrino que o mostra atuando ainda pela antiga Seleção Iugoslava.

Savićević estreou pela Seleção Iugoslava em 1986, inclusive marcando gol, em vitória de 4–0 sobre o Chipre pelas eliminatórias à Eurocopa 1988. Não pôde integrar a celebrada equipe sub-20 que, no ano seguinte, venceu o Mundial da categoria, mas era visto como um dos talentos promissores da nova geração.
Esteve na Copa do Mundo FIFA de 1990, a última em que a antiga Iugoslávia viu-se representada por jogadores das diversas repúblicas que a compunham. Após o Mundial, a promissora geração iugoslava classificou-se à Eurocopa 1992, mesmo que ao longo da qualificação começasse a ser boicotada pelos croatas.
Savićević iria à Euro, presente entre vinte convocados que ainda integravam futebolistas sérvios, montenegrinos, eslovenos, macedônios e um bosníaco. Ele e demais iugoslavos se tornaram até a primeira seleção a chegar ao país-sede para se hospedarem com vistas à competição. A menos de duas semanas do início do torneio, porém, a UEFA então resolveu atender a recomendação de banimento esportivo por proposto pelas Nações Unidas, substituindo a Iugoslávia pela Dinamarca, que havia ficado em segundo lugar no grupo de ambas nas eliminatórias - com a vitória eslava em Copenhague sendo inclusive decisiva para que o astro Michael Laudrup, em protesto com o treinador Richard Møller Nielsen, decidisse na época por não mais defender a seleção nórdica. Mesmo sem o craque e como "intrusos", os dinamarquês terminaram surpreendentemente campeões.
O banimento também retirou a Iugoslávia, reduzida aos territórios da Sérvia e de Montenegro, das eliminatórias à Copa do Mundo FIFA de 1994 e à Eurocopa 1996. Com remanescentes dessas duas repúblicas já envelhecidos da geração que despontava no início da década de 1990, os Plavi classificaram-se à Copa do Mundo FIFA de 1998. Savićević, Dragan Stojković e o goleiro reserva Dragoje Leković eram os únicos remanescentes, da Seleção Iugoslava de 1998, que haviam participado da Iugoslávia de 1990.
A fase de qualificação à Eurocopa 2000 propiciaram duelo eliminatório da Iugoslávia com a rival Croácia, com o 2-2 dentro de Zagreb mostrando-se preponderante para que sérvios e montenegrinos se classificassem ao invés dos vizinhos. Mesmo veterano, esperava-se que Savićević estivesse na Euro, mas preferiu ausentar-se por lesão sofrida em maio de 2000 no campeonato austríaco. Justificou: "eu pedi ao treinador Vujadin Boškov para me cortar. Eu não quero ir fora de forma e me envergonhar. Minha geração perdeu três grandes eventos no auge de suas carreiras. Seria injusto privar jogadores jovens da chance de ir bem nesse verão. Isso pode significar um adeus, mas eu não posso descartar a possibilidade de jogar pelo meu país de novo. Veremos o que o futuro tem reservado".
Seu único trabalho de treinador também foi na seleção, entre 2001 e 2003. Savićević foi contratado com as chances de classificação da Iugoslávia à Copa do Mundo FIFA de 2002 já bastante baixas, em maio de 2001, quando ele ainda era jogador em atividade no Rapid Viena. Chegou inicialmente como treinador interino. A classificação não veio, com a Rússia obtendo a vaga direta no grupo e a Eslovênia conseguindo a vaga da repescagem. Mas Savićević seguiu no comando técnico ao longo do ano de 2002, aparentando ter logrado ao menos recuperar certo peso da Iugoslávia, a ponto de ela ser requisitada como adversária derradeiros da Seleção Brasileira antes da convocação final de Luiz Felipe Scolari para o Mundial.
Em fevereiro de 2003, a Iugoslávia passou a chamar-se de Sérvia e Montenegro. Savićević permaneceu à frente da nascente Seleção Servo-Montenegrina até junho daquele ano; resultados ruins nas eliminatórias à Eurocopa 2004 acarretaram em sua substituição por Bora Milutinović.

## Títulos

### Estrela Vermelha
- Campeonato Iugoslavo: 1989–90, 1990–91 e 1991–92[16]
- Copa da Iugoslávia: 1989–90 e 1998–99[16]
- Liga dos Campeões da UEFA: 1990–91[16]
- Mundial Interclubes: 1991[16]

### Milan
- Campeonato Italiano: 1992–93, 1993–94 e 1995–96[16]
- Supercopa da Itália: 1992, 1993 e 1994[16]
- Liga dos Campeões da UEFA:  1993–94[16]
- Supercopa da UEFA: 1994[16]